# Magnitude AB
O sistema de magnitude AB é um sistema de magnitude astronômica. Ao contrário de muitos outros sistemas de magnitude, ele é baseado em medições de fluxo que são calibradas em unidades absolutas, ou seja, densidades de fluxo espectral.

## Definição
A magnitude AB monocromática é definida como o logaritmo de uma densidade de fluxo espectral com a escala usual de magnitudes astronômicas e um ponto zero de cerca de 3631 janskys (símbolo Jy), onde 1 Jy = 10−26 W Hz−1 m−2 = 10−23 erg s−1 Hz−1 cm−2 ("sobre" porque a verdadeira definição do ponto zero é baseada nas magnitudes mostradas abaixo). Se a densidade de fluxo espectral for denotada por fν, a magnitude AB monocromática é:
{\displaystyle m_{\text{AB}}\approx -2.5\log _{10}\left({\frac {f_{\nu }}{3\,631{\text{ Jy}}}}\right),}
ou, com fν ainda em janskys,
{\displaystyle m_{\text{AB}}=-2.5\log _{10}f_{\nu }+8.90.}
A definição exata é indicada em relação às unidades cgs de erg s−1 cm−2 Hz−1:
{\displaystyle f_{\nu ,0}=10^{\tfrac {48.60}{-2.5}}\approx 3\,631\times 10^{-23}}
As medições reais são sempre feitas em uma faixa contínua de comprimentos de onda. A magnitude AB de banda passante é definida de modo que o ponto zero corresponda a uma densidade de fluxo espectral média da banda passante de cerca de 3631 Jy:
{\displaystyle m_{\text{AB}}\approx -2.5\log _{10}\left({\frac {\int f_{\nu }{(h\nu )}^{-1}e(\nu )\,\mathrm {d} \nu }{\int 3\,631{\text{ Jy}}\,{(h\nu )}^{-1}e(\nu )\,\mathrm {d} \nu }}\right),}
onde e(ν) é a função de resposta do filtro de "energia igual" e o termo (hν)−1 assume que o detector é um dispositivo de contagem de fótons, como um CCD ou fotomultiplicador. (As respostas do filtro às vezes são expressas como eficiências quânticas, ou seja, em termos de resposta por fóton, em vez de por unidade de energia. Nesses casos, o termo (hν)−1 foi incluído na definição de e(ν) e não deve ser incluído.)
O sistema STMAG é definido de forma semelhante, mas para fluxo constante por intervalo de comprimento de onda unitário.
AB significa "absoluto" no sentido de que nenhum objeto de referência relativo é usado (ao contrário do uso de Vega como um objeto de linha de base). Isso não deve ser confundido com magnitude absoluta no sentido do brilho aparente de um objeto se visto a uma distância de 10 parsecs.

## Expressão em termos defλ
Em alguns campos, as densidades de fluxo espectral são expressas por unidade de comprimento de onda, fλ, em vez de por unidade de frequência, fν. Em qualquer comprimento de onda específico,
{\displaystyle f_{\nu }={\frac {\lambda ^{2}}{c}}f_{\lambda },}
onde fν é medido por frequência (digamos, em hertz) e fλ é medido por comprimento de onda (digamos, em centímetros). Se a unidade de comprimento de onda for angstroms,
{\displaystyle {\frac {f_{\nu }}{\text{Jy}}}=3.34\times 10^{4}\left({\frac {\lambda }{\mathrm {\AA} {}}}\right)^{2}{\frac {f_{\lambda }}{{\text{erg}}{\text{ cm}}^{-2}{\text{ s}}^{-1}\mathrm {\AA} ^{-1}}}.}
O "comprimento de onda pivô" de uma determinada banda passante é o valor de λ que torna a conversão acima exata para observações feitas nessa banda passante. Para uma função de resposta de igual energia conforme definido acima, é
{\displaystyle \lambda _{\text{piv}}={\sqrt {\frac {\int e(\lambda )\lambda \,\mathrm {d} \lambda }{\int e(\lambda )\lambda ^{-1}\,\mathrm {d} \lambda }}}.}
Para uma função de resposta expressa na convenção de eficiência quântica, é:
{\displaystyle \lambda _{\text{piv}}={\sqrt {\frac {\int e(\lambda )\,\mathrm {d} \lambda }{\int e(\lambda )\lambda ^{-2}\,\mathrm {d} \lambda }}}.}

## Conversão de outros sistemas de magnitude
Magnitudes no sistema AB podem ser convertidas para outros sistemas. No entanto, como todos os sistemas de magnitude envolvem a integração de algum espectro de fonte presumido em alguma banda passante assumida, essas conversões não são necessariamente triviais de calcular, e conversões precisas dependem da banda passante real das observações em questão. Vários autores calcularam conversões para situações padrão.